# Zigeunerblut (1911)
Zigeunerblut ist ein deutsches Stummfilmdrama in drei Akten von Urban Gad aus dem Jahr 1911. Der als verschollen geltende Film lief auch unter dem Alternativtitel Die Vagabundin bzw. Eine Vagabundin.

## Handlung
Baron Korff lebt mit seiner Mutter Hortense auf dem abgelegenen Anwesen Schloss Felseck. Regelmäßiger Kontakt zur Außenwelt besteht nicht. Nur zu Komtesse Leonie von Hohenstein, Vollwaise und Besitzerin des in der Nachbarschaft gelegenen Schlosses Birkenfeld, bestehen freundschaftliche Bande, die sich über die Jahre zu einer Liebe zwischen Korff und Leonie entwickelt haben.
Eines Tages treffen beide auf einem Spaziergang auf das Zigeunerpaar Kaspar und Luscha. Korff ist von der rassigen Luscha hingerissen, eilt jedoch davon, als er Leonies Eifersucht spürt. Am nächsten Tag trifft Korff in der Dorfschenke erneut auf Luscha. Sie wurde beim Versuch, Geld aus der Wirtshauskasse zu stehlen, erwischt und soll nun der Polizei übergeben werden. Korff jedoch kann sie freikaufen. Er folgt Luscha heimlich in den Wald und lädt sie für den nächsten Tag auf sein Schloss ein. Kaspar folgt Luscha unbemerkt aufs Schloss und bedroht Korff mit einem Messer. Luscha gelingt es, Kaspar zu entwaffnen. Während Korff Kaspar aus dem Schloss treibt, stiehlt Luscha ihm seine Brieftasche. Korff bemerkt, dass sein Geld fehlt, doch kann Luscha den Verdacht auf Kaspar lenken. Der wird wenig später verhaftet, da sich im Zigeunerwagen das Geld findet.
Luscha ist nun für Baron Korff frei, der sie seiner Mutter als Schützling präsentiert. Die Baronin ist vom neuen Umgang ihres Sohnes zwar wenig erbaut, bewahrt ihrem Sohn zuliebe jedoch Haltung. Als Komtesse Leonie zu Besuch kommt, wirft sich Luscha demonstrativ in Korffs Arme und Leonie zieht sich verletzt zurück. Korff wiederum eröffnet seiner Mutter, dass er Luscha heiraten werde. Luscha wird in eine Pension in einer Kleinstadt unweit des Schlosses gegeben, wo sie standesgemäße Umgangsformen lernt. Nach einigen Monaten erhält sie einen Brief von Korff, in dem er ihr mitteilt, dass seine Mutter verstorben sei. Zudem bietet er ihr an, auf das Schloss zu kommen und seine Frau zu werden. Die Hochzeit findet kurz darauf statt, wobei die hochrangigen Gäste nichts von Luschas Herkunft wissen. Plötzlich bringt ein Diener Korff eine Nachricht – Kaspar wurde aus dem Gefängnis entlassen. Korff kann nicht verhindern, dass Kaspar plötzlich auf der Feier erscheint und Luscha vor allen Anwesenden als Vagabundin und seine frühere Geliebte bezeichnet. Bestürzt verlassen die Gäste die Hochzeitsfeier.
Ein Jahr später bringt Luscha einen Sohn zur Welt, den sie Hans nennt. Das Kind kann die zerrüttete Ehe jedoch nicht retten. Immer öfter zieht sich Korff zu Leonie zurück, die allein von seinen Gefühlen weiß. Beide gehen regelmäßig spazieren, wie sie es bereits früher getan haben. Kaspar sieht beide Seite an Seite und zeigt Luscha das Paar. Die erkennt, dass Korff sie nicht mehr liebt. Sie will ihn verlassen und sich gleichzeitig an ihm rächen. Mit Kaspar und ihrem Sohn geht sie davon, hinterlässt am und im Waldteich jedoch Kleidungsstücke, die einen Selbstmord glaubhaft machen sollen. Ein Bauer bringt Korff die Kleider und der bricht zusammen.
Fünf Jahre später lebt Korff mit Leonie zusammen. Eines Tages hört Leonie Musik vor ihrer Tür und sieht einen Jungen musizieren. Sie will ihm Geld geben, erkennt jedoch bald, dass das Kind niemand anderes als Hans ist. Als sie Luscha in der Nähe sieht, nimmt sie Hans an sich und eilt zu Korff, der sprachlos vor Glück auf das Wiedersehen mit seinem totgeglaubten Sohn reagiert. Luscha verlässt die wiedervereinigte Familie wortlos. Am nächsten Tag finden Bahnarbeiter ihre Leiche auf einem Bahndamm in der Nähe.

## Produktion
Zigeunerblut war nach Der schwarze Traum und In dem großen Augenblick der dritte Film der Asta Nielsen/Urban Gad-Serie 1911/1912. Er wurde innerhalb einer Woche im Sommer 1911 im Bioscop-Atelier  Chausseestraße in Berlin gedreht. Die Bauten des Films schuf Robert A. Dietrich.
Die Zensur belegte den Film am 30. September 1911 mit einem Jugendverbot. Zigeunerblut erlebte schließlich am 8. Oktober 1911 in Berlin seine Premiere. Der Film wurde international vermarktet: Er lief ab Oktober 1911 in den französischen Kinos (als La tzigane), kam am 10. Januar 1912 unter dem Titel Landevejens Pige in die dänischen Kinos und war 1912 auch in Italien (als La Zingara) zu sehen. Ab April 1912 wurde der Film unter dem Titel Gypsy Blood in Amerika vermarktet und damit der erste Film Asta Nielsens, der in den Vereinigten Staaten in die Kinos kam.
Es ist keine erhaltene Kopie des 860 Meter (ca. 31 Minuten bei 24 Bildern/s) langen Stummfilms bekannt.